# William Sterling Parsons
William Sterling Parsons (26. listopadu 1901 Chicago, Illinois, USA – 5. prosince 1953 Bethesda, Maryland, USA), známý pod přezdívkou Deak Parsons, byl americký námořní důstojník, kapitán námořnictva (později kontradmirál), který za druhé světové války pracoval jako odborník na munici v rámci projektu Manhattan. Nejznámější je jako zbraňový důstojník letadla Enola Gay, které 6. srpna 1945 svrhlo atomovou bombu na japonské město Hirošima.
V týdnu před startem letadla Enola Gay došlo na Tinianu ke zřícení hned čtyř bombardérů B-29. Parson tím byl velmi znepokojen a rozhodl se bombu odjistit až za letu do Hirošimy, aby vyloučil možnost jaderného výbuchu, kdyby letadlo při startu také havarovalo. Parsons vlezl do stísněné a tmavé pumovnice a vložil prachovou nálož a rozbušku. Za svou účast na misi byl vyznamenán Stříbrnou hvězdou.  
Předtím (16. července 1945) sledoval zkušební jaderný test Trinity z paluby letounu Boeing B-29. Dále měl na starosti nejen samotný let do Hirošimy, ale celý Projekt Alberta. Po druhé světové válce se zúčastnil operace Crossroads, testů jaderných zbraní na atolu Bikini v roce 1946, a později operace Sandstone, což byla jedna část jaderných testů na atolu Eniwetok, která proběhla v roce 1948.

## Mládí a vzdělání
William Sterling Parsons se narodil 26. listopadu 1901 v Chicagu ve státě Illinois jako nejstarší ze tří dětí právníka Harryho Roberta Parsonse a jeho ženy Clary, rozené Doolittlové. Clara byla vnučkou Jamese Rooda Doolittla, který byl v letech 1857–1869 senátorem za stát Wisconsin, a Joela Aldricha Mattesona, guvernéra státu Illinois v letech 1853–1857.
V roce 1909 se rodina přestěhovala do Fort Sumneru ve státě Nové Mexiko, kde se William naučil velmi dobře španělsky.:s.6–9, 17 Ve Fort Sumneru navštěvoval místní školy a nějakou dobu ho matka učila doma. Začal studovat na škole v Santa Rosa, kde jeho matka vyučovala angličtinu a španělštinu, a rychle absolvoval tří ročníky během jediného roku. V roce 1917 začal navštěvovat Fort Sumner High School, kterou absolvoval v roce 1918.:s.12–13
V roce 1917 Parsons odcestoval do Roswellu v Novém Mexiku na přijímací zkoušky do Námořní akademii Spojených států amerických (United States Naval Academy), kam ho jmenoval senátor Andrieus A. Jones. Bylo mu pouze 16 let, tedy o dva roky méně než většině kandidátů, byl menší a lehčí, než vyžadovaly fyzické normy, ale i tak se mu podařilo přesvědčit zkušební komisi, aby ho přijala. Na Námořní akademii v Annapolisu ve státě Maryland nastoupil v roce 1918 a nakonec absolvoval jako 48. z 539 studentů ročníku 1922. V té době bylo zvykem, že poddůstojníci dostávali přezdívky, a Parsonsovi se říkalo „Deacon“,  později zkráceno na „Deak“.:s.13–18

## Nástup do vojenské služby
Po ukončení studia v červnu 1922 byl Parsons jmenován praporčíkem a přidělen na bitevní loď USS Idaho, kde dostal na starost jednu ze 14palcových dělových věží.:s.25 V květnu 1927 se Parsons, nyní již jako poručík, vrátil do Námořní akademie Annapolisu, kde zahájil kurz pro specialisty na munici na Naval Postgraduate School.:s.29–30 Spřátelil se s poručíkem Jackem Crenshawem, kolegou, kterému šel za svědka na svatbě s Betty Cluveriusovou, dcerou velitele Norfolkské námořní loděnice, Jako svědek byl Parsons ve dvojici s její sestrou Martou. Parsons a Martha si dobře rozuměli a v listopadu 1929 se také vzali. Tentokrát byli Jack a Betty Crenshawovi za svědka a družičku.:s.30–34

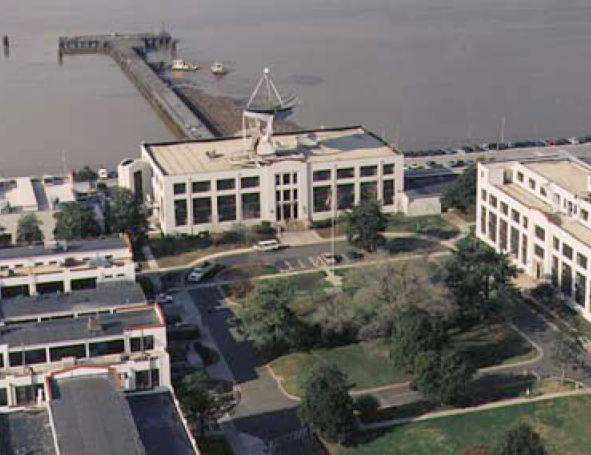
Komplex Naval Research Laboratory na řece Potomac ve Washington, D.C

Po dokončení postgraduálního studia byl Parsons poslán do Naval Proving Ground v Dahlgrenu ve Virginii, kde pod vedením L. T. E. Thompsona dále studoval balistiku. Podle obvyklého schématu střídání služby na lodi a na pevnině byl Parsons v červnu 1930 v hodnosti poručíka přidělen na bitevní loď USS Texas.:s.38–39
V červenci 1933 se Parsons stal styčným důstojníkem mezi Úřadem pro výzbroj a výstroj (Bureau of Ordnance) a Námořní výzkumnou laboratoří (Naval Research Laboratory, NRL) v hlavím městě Washington, D.C. V NRL mu vedoucí rádiového oddělení A. Hoyt Taylor řekl o pokusech s novým zařízením, které se později stalo známé jako radar.:s.45 Parsons okamžitě rozpoznal potenciál nového vynálezu pro lokalizaci lodí a letadel a možná i pro sledování střel za letu. Uvědomil si, že k tomu bude potřebovat vysokofrekvenční mikrovlny. Zjistil, že se o to dosud nikdo nepokusil. Vědci neuvažovali o všech aplikacích této technologie a námořní vedení nepochopilo její potenciál. Podařilo se mu přesvědčit vědce, aby založili skupinu pro výzkum mikrovlnného radaru, ale bez oficiální podpory měla nízkou prioritu. Parsons předložil Úřadu pro výzbroj a výstroj memorandum na toto téma, v němž žádal o 5000 dolarů ročně na výzkum, ale jeho návrh byl zamítnut.:s.45–49
Mnozí si mysleli, že Parsons si svou obhajobou radaru ničí kariéru, ale získal jednoho mocného zastánce. Šéf Úřadu pro letectví (Bureau of Aeronautics), kontradmirál Ernest J. King, podporoval používání radaru jako prostředku k určování výšky letadel. Když Úřad pro inženýrství namítal, že takové zařízení by bylo příliš velké na to, aby ho mohlo nést letadlo, King jim řekl, že by se to přesto vyplatilo, i kdyby radar šel použít pouze na vzducholodi USS Macon.:s.49, 53

## Vývoj nové munice

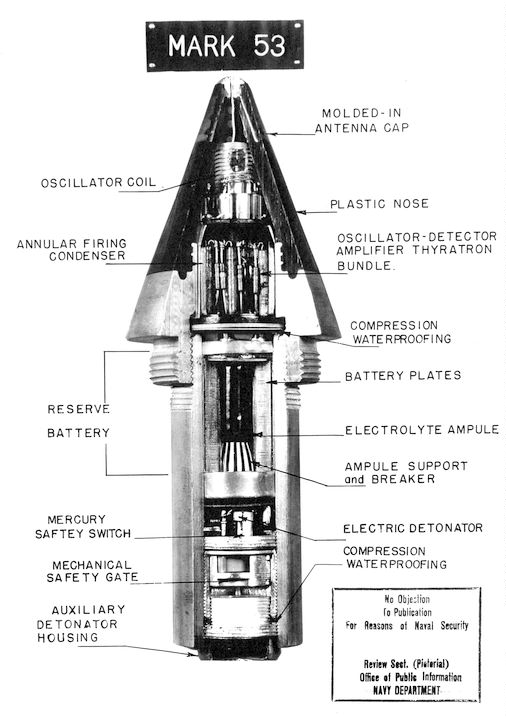
Schéma bezkontaktní roznětky, novější model Mark 53.

Parsons byl v září 1939 vyslán zpět do Dahlgrenu. V Evropě již začala druhá světová válka a také v USA se atmosféra výrazně změnila. V červnu 1940 prezident Franklin D. Roosevelt schválil vytvoření Národního výboru pro obranný výzkum (National Defense Research Committee, NDRC) pod vedením Vannevara Bushe. Richard C. Tolman z Caltechu byl pověřen vedením divize výzbroje a výstroje NDRC. Tolman se v červenci 1940 sešel s Parsonsem a Thompsonem a projednal s nimi jejich potřeby. Také v rámci námořnictva došlo ke změně postoje a vedoucím výzkumného oddělení Bureau of Ordnance se stal kapitán William H. P. (Spike) Blandy. Ten uvítal pomoc vědců NDRC při zdokonalování a vývoji zbraní.:s.72–73
V září 1940 začali Parsons a Merle Tuve z NDRC pracovat na nové koncepci munice. Sestřelení letadla protiletadlovým kanónem bylo obtížné, protože střela musela zasáhnout letící letadlo v nejisté výšce. Zdálo se, že jedinou nadějí je zaplnit oblohu municí. Přímý zásah vlastně nebyl nutný, letadlo mohlo být zničeno nebo kriticky poškozeno výbuchem granátu v jeho blízkosti. S ohledem na to používali protiletadloví dělostřelci časové rozněcovače, aby zvýšili možnost poškození. Vyvstala tedy otázka, zda lze k vytvoření výbuchu v blízkosti letadla použít radar. Tuveho prvním návrhem bylo, aby letadlo shodilo na formaci bombardérů bombu řízenou radarem. Parsons viděl, že je to sice technicky možné, ale velmi  problematické.:s.74–77
Ideálním řešením byla bezkontaktní roznětka uvnitř dělostřeleckého granátu, jak ji poprvé navrhli W. A. S. Butement, Edward S. Shire a Amherst F. H. Thomson, výzkumníci z British Telecommunications Research Establishment, ale byly s tím spojeny četné technické potíže. Radarová souprava musela být dostatečně malá, aby se vešla do nábojnice, a musela nejprve vydržet obrovské přetížení při výstřelu z děla a poté 500 otáček za sekundu za letu střely. Byla vytvořena zvláštní sekce T NDRC, které předsedal Tuve a Parsons byl zvláštním Bushovým asistentem a spojkou mezi NDRC a Bureau of Ordnance.:s.346–347
Dne 29. ledna 1942 Parsons oznámil Blandymu, že byla zkušebně odpálena série padesáti bezkontaktních roznětek a 26 z nich explodovalo správně. Blandy proto nařídil zahájit výrobu v plném rozsahu. V dubnu 1942 Vannevar Bush, nyní ředitel Úřadu pro vědecký výzkum a vývoj (Office of Scientific Research and Development, OSRD), zařadil projekt přímo pod OSRD. Výzkumné úsilí zůstalo pod Tuvem, ale přesunulo se do Laboratoře aplikované fyziky (Applied Physics Laboratory, APL) Univerzity Johnse Hopkinse, kde byl Parsons zástupcem Bureau of Ordnance. V srpnu 1942 byla provedena zkouška ostré střelby na novém křižníku USS Cleveland. Postupně byly sestřeleny tři bezpilotní letouny.:s.86–91:s.348
Parsons nechal nové bezkontaktní rozněcovače, nyní známé jako VT (variable time) rozněcovače, označené jako Mark 32, dopravit do Mare Island Navy Yard, kde byly spárovány s náboji pro děla. Přibližně 5000 kusů bylo poté odesláno do jižního Pacifiku. 6. ledna 1943 byl křižník USS Helena součástí flotily, která bombardovala Mundu na Šalamounových ostrovech. Při zpáteční cestě byly křižníky napadeny čtyřmi střemhlavými japonskými bombardéry Aiči D3A (Val). USS Helena na jeden z nich vystřelila, nový VT rozněcovač správně zafungoval a japonský bombardér se zřítil do moře.:s.96–98:s.329–330
Kvůli utajení nového typu munice bylo zpočátku povoleno její použití pouze nad vodou, kde vadný náboj nemohl padnout do rukou nepřítele. Koncem roku 1943 armáda získala povolení k použití na souši. Obzvláště účinná se ukázala proti německým raketám V-1 nad Anglií a později v roce 1944 nad Antverpami. Použití verze odpalované z houfnic proti pozemním cílům bylo povoleno v reakci na německou ofenzívu v Ardenách v prosinci 1944, a to se smrtícím účinkem. Koncem roku 1944 dosáhla výrobu nových VT rozněcovačů 40 000 kusů denně.:s.349

## Projekt Manhattan

### Projekt Y (Los Alamos)

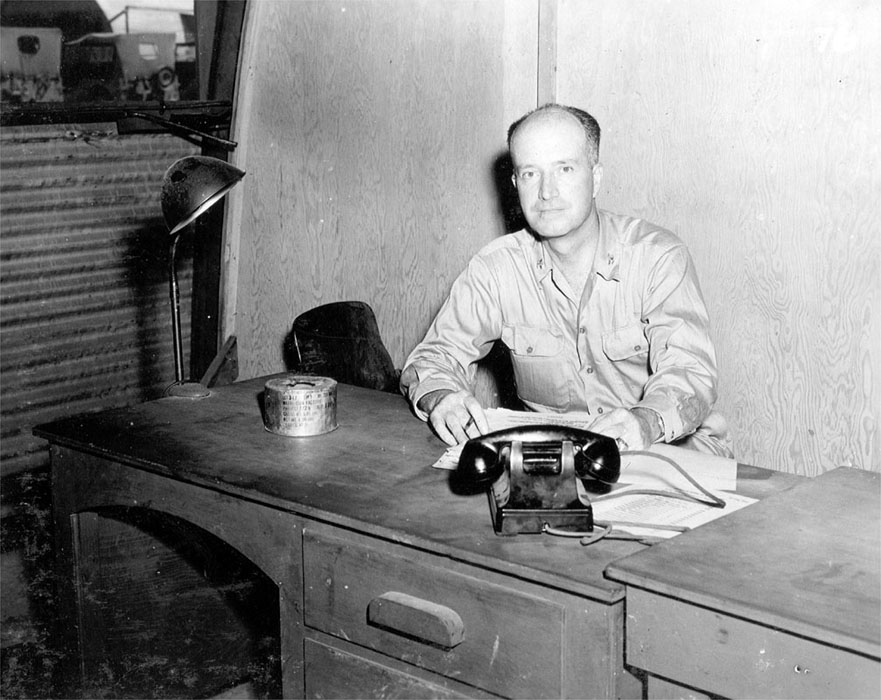
Kapitán Parsons na ostrově Tinian v roce 1945

Parsons se vrátil do Dahlgrenu v březnu 1943. V té době byla v Los Alamos v Novém Mexiku založena tajná výzkumná laboratoř  pod vedením Roberta Oppenheimera pod krycím označením Projekt Y, který byl součástí Projektu Manhattan, přísně tajného úsilí o vývoj atomové bomby. Zatímco na jiných místech byly postaveny obří výrobní komplexy na obohacování uranu a výrobu plutonia, v Los Alamos byl soustředěn výzkum a vývoj samotné atomové bomby.:s.102
Vytvoření zbraně kromě účasti mnoha předních vědců nutně vyžadovalo také odborníka na munici a Oppenheimer si pro tuto roli vyhlédl Tolmana, ale jeho uvolnění z OSRD nebylo reálné.  V květnu 1943 se ředitel projektu Manhattan, brigádní generál Leslie Groves, zabýval touto záležitostí ve Výboru pro vojenskou politiku, který dohlížel na celý projekt Manhattan. Ten se skládal z Vannevara Bushe jako předsedy, brigádního generála Wilhelma D. Syera, který zastupoval armádu, a kontradmirála Williama R. Purnella jako zástupce námořnictva.:s.106–107:s.24–25
Groves jim řekl, že hledá někoho, kdo dobře rozumí munici z praktické i teoretické stránky (a to silným výbušninám, zbraním i roznětkám), má široké znalosti a vynikající pověst mezi lidmi od vojenské munice a umí si získat jejich podporu. Současně má přiměřeně široké zázemí v oblasti vědy a umí si získat a udržet respekt vědců. Uvedl, že ideální by byl vojenský důstojník, protože tato práce by mohla zahrnovat plánování a koordinaci použití bomby, ale dodal, že nezná žádného armádního důstojníka, který by vyhovoval těmto požadavkům. Vannevar Bush poté navrhl Parsonse, jehož nominaci podpořil také Purnell. Druhý den ráno Parsons obdržel telefonát od Purnella, který mu nařídil, aby se hlásil u admirála Kinga, který byl nyní vrchním velitelem americké flotily. Během stručné desetiminutové schůzky King seznámil Parsonse s projektem. Odpoledne se Parsons setkal s Grovesem, který si ho rychle vyhodnotil jako vhodného muže pro tuto práci.:s.108:s.159–160
Parsons byl 1. června 1943 uvolněn ze služby v Dahlgrenu a oficiálně přidělen ke štábu admirála Kinga, přičemž byl povýšen do hodnosti kapitána. Dne 15. června 1943 přijel do Los Alamos jako zástupce ředitele. Parsons se s rodinou přestěhoval do jednoho z domů na „Bathtub Row“, který dříve patřil řediteli a zaměstnancům rančerské školy Los Alamos Ranch School). Název „Bathtub Row“ vznikl proto, že tyto domy byly jediné v Los Alamos s vanami a byla to nejprestižnější adresa v Los Alamos. Parsons se stal Oppenheimerovým sousedem a ve skutečnosti byl jeho dům o něco větší, protože Parsons měl dvě děti a Oppenheimer v té době pouze jedno. Se dvěma dětmi školního věku se Parsons živě zajímal také o výstavbu centrální školy v Los Alamos a stal se předsedou školní rady. Namísto dočasné dvoupatrové stavby, kterou Groves zamýšlel v zájmu úspor, prosadil Parsons dobře postavenou, moderní, jednopatrovou školu.:s.50–51:s.112–115, 118, 148
Oppenheimer již dříve získal klíčové lidi pro Parsonsovu Ordnance Division. Edwin McMillan byl fyzik, který vedl Proving Ground Group. Jeho prvním úkolem bylo vybudovat testovací polygon pro munici. Později se stal Parsonsovým zástupcem pro atomovou bombu pistolového typu. Charles Critchfield, matematický fyzik se zkušenostmi z armádního cvičiště Aberdeen Proving Ground, vedl skupinu Target, Projectile and Source Group. V srpnu přijel Kenneth Bainbridge, aby převzal vedení Instrumentation Group (přístrojová skupina). Parsons přijal Roberta Broda z projektu bezkontaktních rozbušek popsaných výše, aby se stal vedoucím Fuze Development Group (skupiny pro vývoj rozbušek). Joseph Hirschfelder byl přiveden jako odborník na vnitřní balistiku a proto vedl Interior Ballistics Group. Parsons si od počátku přál, aby se vedoucím Delivery Group stal Norman Ramsey. Vědecký poradce ministra obrany Edward L. Bowles se s Ramseym nechtěl rozloučit, ale pod tlakem Grovese, Tolmana a Bushe ustoupil. Snad nejkontroverznějším vedoucím skupiny by Seth Neddermeyer, vedoucí Implosion Experimentation Group. Přijal také Hazel Greenbackerovou jako svou sekretářku.:s.84–85:s.120–127, 131
Parsons řadu pozic obsadil důstojníky námořnictva. Existoval zde určitý služební provincionalismus, ale bylo to také způsobeno obtížemi při získávání vysoce kvalifikovaných lidí z jakéhokoli zdroje v době války a nejsnazší bylo využít kontakty v námořnictvu. Fyzik Norris Bradbury nejprve prohlásil, že se do Projektu Y zapojit nechce, ale brzy do Los Alamos přijel (později se stal po Oppenheimerovi druhým ředitelem laboratoře, kterou nakonec vedl plných 25 let). Parsons dále získal např. geofyzika Francise Birche nebo letce Fredericka Ashwortha. Na konci války pracovalo v Los Alamos celkem 41 námořních důstojníků.:s.133, 139, 144, 152–154

Schéma bomby protáhlého typu: „Thin Man“

Během několika následujících měsíců Parsonsova divize nejprve navrhla konstrukci plutoniové bomby velmi protáhlého tvaru s kódovým označením Thin Man. Předpokládalo se, že uranová bomba bude mít podobný tvar a konstrukci. Zkušební oblast pro munici, která se stala známou jako „Anchor Ranch“, byla zřízena nedaleko, kde Parsons prováděl zkušební střelby s třípalcovým protiletadlovým kanónem. Práce na bombě implozivního typu se oproti tomu opožďovaly, ale to se zpočátku nepovažovalo za hlavní problém. Nicméně Oppenheimer, Groves a Parsons však lobbovali u Purnella a Tolmana, aby se na problém podíval John von Neumann. Tem navrhl použít k iniciaci imploze tvarované nálože.:s.112–118, 130–132
Návrh bomby implozivní konstrukce získal novou naléhavost v dubnu 1944, kdy testy dosud vyrobeného plutonia potvrdily, že ho nelze použít v bombě typu Thin Man protože  rychlost samovolného štěpení plutonia je příliš vysoká pro použití v tomto typu konstrukce bomby. Byly proto urychleny práce na konstrukci zbraně implozivního typu s kódovým označením Fat Man, který byl nakonec využit v první zkušební bombě (Trinity test) a v bombě svržené na Nagasaki.:s.242–246
Konstrukce typu Thin Man byla zcela opuštěna, nicméně pro uranovou bombu později nazvanou Little Boy byl použit rovněž protáhlý tvar, ale kratší, o délce přibližně 3 metry (oproti asi 5,2 metru původního návrhu Thin Man). Hlavním důvodem proč byla pro uranovou bombu použita jiná konstrukce, byla její jednoduchost. Konstrukce bomby implozivního typu, která se pro plutonium ukázala jako nezbytná, se dlouho potýkala se závažnými problémy, především se nedařilo dosáhnout zcela pravidelné imploze, která ovšem byla pro funkčnost naprosto nezbytná. 
V Los Alamos byly vytvořeny dvě nové skupiny: Divize X (pro výbušniny: eXplosives) pod vedením George Kistiakowského a Divize G (the Gadget: což se stalo krycím jménem pro první bombu vyzkoušenou v Trinity testu) pod vedením Roberta Bachera. Parsons byl pověřen vedením divize O (Ordnance), která byla nyní zodpovědná jak za konstrukci bomb, tak i za jejich dopravu nad Japonsko.:s.149:s.242–246

### Projekt Alberta

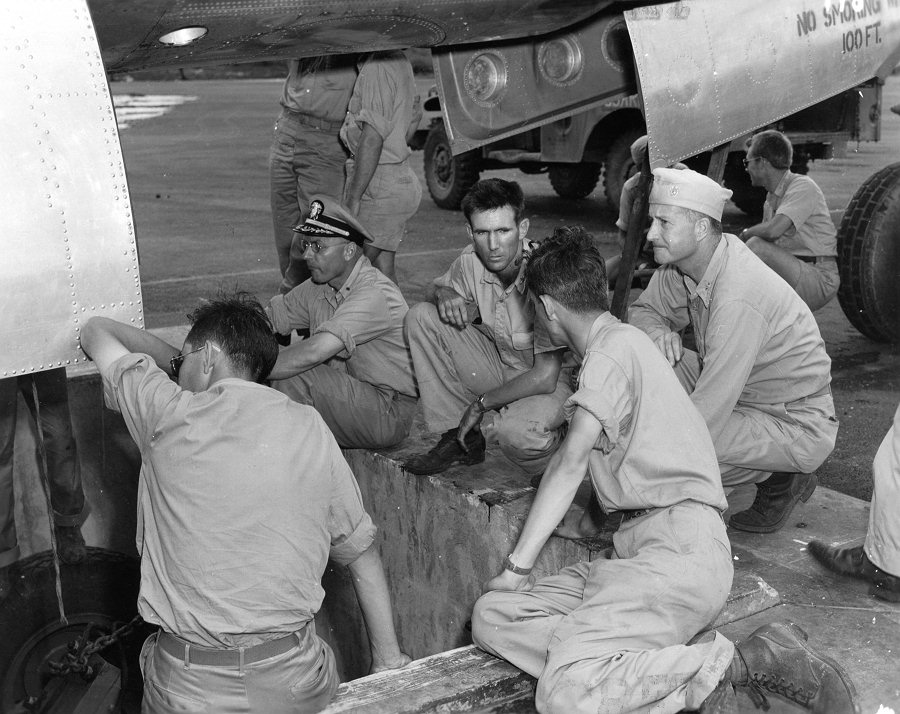
Parsons (vpravo) dohlíží na nakládání bomby Little Boy do pumovnice letadla Enola Gay.

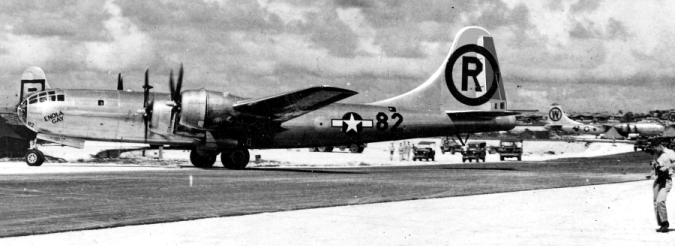
Letadlo Enola Gay po misi v Hirošimě, vracející se na stojánku

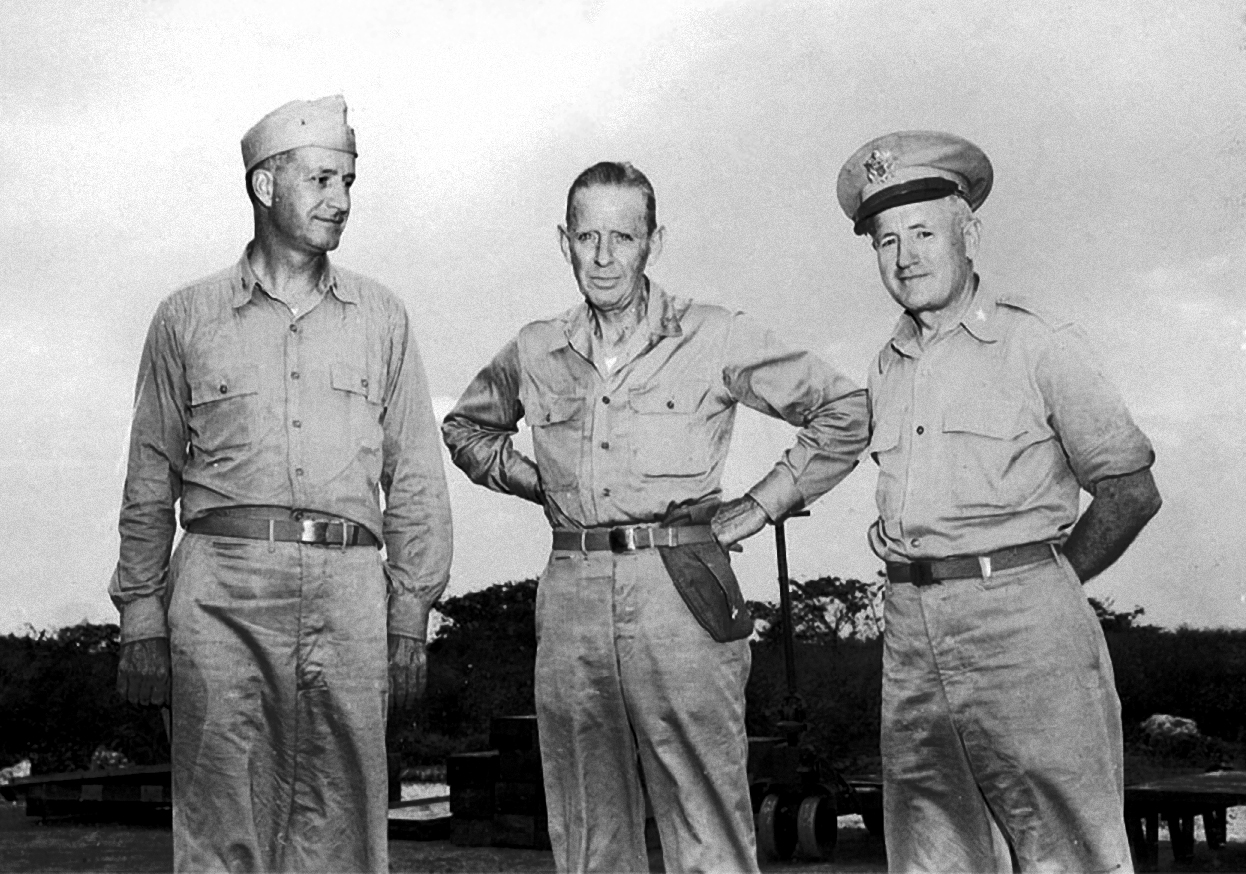
„Tinianští náčelníci“: zleva kapitán Parsons, kontradmirál William R. Purnell a brigádní generál Thomas F. Farrell.

Projekt s kódovým označením Projekt Alberta  se pod vedením Normana Ramseyho rozběhl v říjnu 1943. Od listopadu zahájilo Army Air Forces Materiel Command na Wright Field v Ohiu program Silverplate, což byl kódový název pro nezbytné úpravy letounů Boeing B-29 pro přepravu a úspěšné svržení bomb. I když tento těžký strategický bombardér byl jeden z největších letounů, které byly nasazeny do bojových operací během druhé světové války (délka přes 30 metrů a rozpětí křídel přes 43 metrů), rozměry i váha obou typů bomb (Little Boy a Fat Man) byly tak velké, že vyžadovaly řadu úprav a testů.
Parsons zajistil zkušební program v Dahlgrenu. Zkušební shozy byly provedeny na armádním letišti Muroc v Kalifornii a na Naval Ordnance Test Station v Inyokernu v Kalifornii s použitím replik ve skutečné velikosti, známých jako dýňové bomby. Jako hlavní potíž se ukázal neforemný a neaerodynamický tvar bomby typu Fat Man, ale narazilo se na mnoho dalších problémů, které se podařilo překonat. Oppenheimer o tom napsal: Parsons byl v tomto projektu téměř sám, kdo dokázal ocenit skutečné vojenské a technické problémy, s nimiž bychom se setkali. Byl téměř jediný, kdo trval na tom, abychom se těmito problémy zabývali s dostatečným předstihem, abychom mohli dospět k jejich řešení.:s.149, 167:s.378–381
V červenci 1944 se Parsons připojil k Jacku Crenshawovi, který vyšetřoval katastrofu v Port Chicagu. Oba muži prozkoumali oblast katastrofy, kde explodovalo 1500 tun munice a zahynulo 320 lidí.:s.154–155 O rok později Parsons sledoval jaderný test Trinity z kroužícího letadla B-29.:s.170–171 Poté Parsons odletěl na ostrov Tinian, kde se letouny B-29 pod vedením plukovníka Paula W. Tibbetse připravovaly na svůj úkol. Cestou se zastavil v San Diegu, aby navštívil svého osmnáctiletého nevlastního bratra Boba, příslušníka americké námořní pěchoty, který byl těžce zraněn v bitvě o Iwodžimu.:s.173–174
Parsons se také setkal s kapitánem Charlesem B. McVayem III, kapitánem křižníku USS Indianapolis, v Purnellově kanceláři na Embarcaderu v San Francisku a předal kapitánovi McVayovi své rozkazy: Vysokou rychlostí doplujete na ostrov Tinian, kde váš náklad převezmou. Nebude vám řečeno, o jaký náklad se jedná, ale musí být střežen za všech okolností. Pokud se vaše loď potopí, zachraňte náklad za každou cenu, v případě potřeby v záchranném člunu. A každý den, který na své plavbě ušetříte, zkrátí délku války právě o tolik dnů.:s.279
Parsons měl na starosti vědce a techniky z projektu Alberta na Tinianu, kteří byli organizováni jako 1. oddíl technické služby (1st Technical Service Detachment). Jejich úkolem byla manipulace s jadernými zbraněmi a jejich údržba. K Parsonsovi se připojil Purnell, který zastupoval Vojenský styčný výbor (Military Liaison Committee), a brigádní generál Thomas F. Farrell, Grovesův zástupce. Neformálně se z nich stali „tinianští náčelníci“, kteří měli rozhodovací pravomoc nad jadernou misí. Než generál Farrell odjel na Tinian, Groves mu řekl: „Nenechte Parsonse zabít. Potřebujeme ho!“:s.176
Během jediného týdne se na Tinianu zřítily a shořely čtyři letouny B-29. Parsonse to velmi znepokojilo. Pokud by B-29 havaroval s bombou Little Boy, oheň by mohl odpálit zbraň, což by mělo katastrofální následky. Zmínil Farrellovi možnost odjištění bomby až za letu a ten souhlasil, že by to mohl být dobrý nápad. Farrell se Parsonse zeptal, zda ví, jak tento úkol provést. „Ne, pane, nevím“, připustil Parsons, „ale mám celé odpoledne na to, abych se to naučil.“:s.72 Noc před misí Parsons opakovaně nacvičoval vkládání prachové nálože a rozbušky do bomby za špatné viditelnosti a ve stísněných podmínkách pumovnice.:s.383
Parsons se zúčastnil svržení první atomové bomby na Hirošimu 6. srpna 1945, když letěl na letounu Enola Gay jako zbraňový a starší vojenský technický pozorovatel.:s.372–373 Krátce po startu se vyšplhal do pumovnice a pečlivě provedl postup, který si nacvičil předchozí noc, tedy  vložil prachovou nálož a rozbušku. Teprve poté byla bomba připravena. Byl to Parsons, a nikoliv pilot Tibbets, kdo řídil misi. Schválil výběr Hirošimy jako cíle a dal konečný souhlas k vypuštění bomby. Za svůj podíl na misi byl Parsons vyznamenán Stříbrnou hvězdou a 10. srpna 1945 byl povýšen do hodnosti komodora. Za práci na projektu Manhattan mu byla udělena Medaile za zásluhy o námořnictvo.:s.204

## Poválečná kariéra

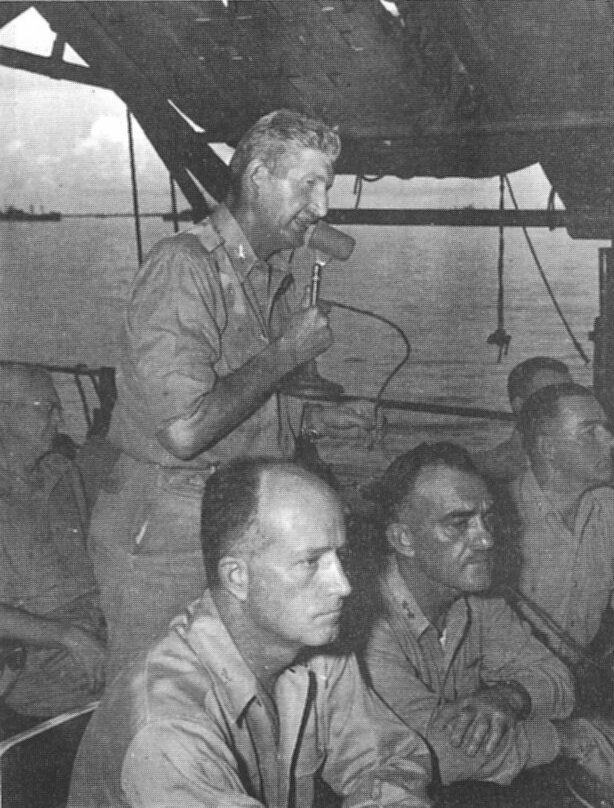
Tisková konference na palubě USS Appalachian během Operace Crossroads. Zleva Parsons, generál William Ellsworth Kepner, viceadmirál William H. P. Blandy. Plukovník Stafford L. Warren drží mikrofon.

V listopadu 1945 vytvořil King novou pozici zástupce náčelníka námořních operací pro speciální zbraně (Deputy Chief of Naval Operations for Special Weapons), kterou dostal viceadmirál Blandy. Parsons se stal Blandyho asistentem. Parsons měl zase dva vlastní asistenty, Ashwortha a Horacio Rivera Jr. Na pomoc se zřízením nového úřadu si přivedl také Greenbackerovou z Los Alamos. Parsons byl silným zastáncem výzkumu využití jaderné energie pro pohon válečných lodí, ale nesouhlasil s kontradmirálem Haroldem G. Bowenem starším, šéfem Úřadu pro výzkum a vynálezy, který chtěl, aby americké námořnictvo zahájilo vlastní jaderný projekt. Parsons se domníval, že námořnictvo by mělo spolupracovat s projektem Manhattan, a zařídil, aby do Oak Ridge byli přiděleni důstojníci námořnictva. Nejstarším z nich byl jeho bývalý spolužák Rickover, který se tam stal zástupcem ředitele. Ponořili se do studia jaderné energie a položili základy námořnictva s jaderným pohonem.:s.210–211:s.74–76
Dne 11. ledna 1946 byl Blandy jmenován velitelem Joint Task Force One (JTF-1), speciální jednotky vytvořené k provedení série testů jaderných zbraní na atolu Bikini, která byla nazvána Operace Crossroads. Cílem této operace bylo zjistit vliv jaderných zbraní na válečné lodě. Parsons, který byl 8. ledna 1946 povýšen do hodnosti kontradmirála, se stal Blandyho zástupcem velitele pro technické řízení a velitelem Task Group 1. Parsons usilovně pracoval na tom, aby operace, kterou popisoval jako „největší laboratorní experiment v dějinách“, byla úspěšná. Kromě 95 cílových lodí se na ní podílela podpůrná flotila čítající více než 150 lodí, 156 letadel a přes 42 000 osob.:s.220–221
Parsons byl svědkem první exploze (nazvána Able), kterou sledoval z paluby vlajkové lodi operačního uskupení, velitelské lodi USS Mount McKinley. Výbuch byl svou silou podobný Hirošimě a nebyl tedy nijak působivý. Parsons si dokonce myslel, že musel být menší než hirošimská bomba. Cílovou loď, bitevní loď USS Nevada, nepotopila hlavně proto, že ji minula o značnou vzdálenost. To ztěžovalo odhadnout výši způsobených škod, což bylo cílem testu. Blandy poté oznámil, že k dalšímu testu, Baker, dojde již za tři týdny.:s.224–231
To znamenalo, že Parsons musel provést vyhodnocení testu Able současně s přípravami na test Baker. Tentokrát asistoval při závěrečných přípravách na USS LSM-60, než se vydal zpět na hydroplánový tendr USS Cumberland Sound k testu. Podvodní výbuch Bakeru nebyl o nic větší než u Able, ale díky kopuli a vodnímu sloupci vypadal mnohem velkolepěji. Skutečným problémem byl radioaktivní spad, jak předpověděl plukovník Stafford L. Warren, lékařský poradce projektu Manhattan. Ukázalo se, že cílové lodě nelze dekontaminovat, a protože chyběly cíle, musela být série testů odvolána. Za svou účast v operaci Crossroads byl Parsons vyznamenán Řádem Záslužné legie (Legion of Merit).:s.224–231, 257
V listopadu 1946 byl zrušen Úřad pro speciální zbraně (Special Weapons Office) a v prosinci došlo také k ukončení projektu Manhattan. Zákonem o atomové energii z roku 1946 byla vytvořena nová civilní agentura, United States Atomic Energy Commission (AEC, Komise Spojených států pro atomovou energii), která převzala od armády funkce a majetek projektu Manhattan, včetně vývoje, výroby a kontroly jaderných zbraní. Zákon stanovil Vojenský styčný výbor (Military Liaison Committee: MLC), který měl AEC radit ve vojenských záležitostech, a Parsons se stal jeho členem. Byla také vytvořena společná organizace armády a námořnictva, Armed Forces Special Weapons Project (AFSWP), která se měla zabývat vojenskými aspekty jaderných zbraní. Velitelem AFSWP byl jmenován Groves, jeho zástupci byli Parsons a generálmajor letectva Roscoe C. Wilson. V této funkci Parsons tlačil na vývoj zdokonalených jaderných zbraní.:s.394–399
Během série testů jaderných zbraní v rámci operace Sandstone na atolu Eniwetok v roce 1948 Parsons opět zastával funkci zástupce velitele. Parsons doufal, že jeho další působiště bude na moři, ale místo toho byl v roce 1949 poslán ke skupině pro vyhodnocování zbraňových systémů (Weapons Systems Evaluation Group). Nakonec se v roce 1951 vrátil do služby na moři, tentokrát jako velitel křižníkové divize 6 (Cruiser Division 6), přestože nikdy nevelel žádné lodi. Parsons se svými křižníky vykonal plavbu po Středozemním moři. V březnu 1952 se pak stal zástupcem náčelníka Úřadu pro výzbroj (Bureau of Ordnance).:s.234–239, 240–246

## Osobní život
Parsons se oženil v listopadu 1929. Se svou ženou Marthou měli tři dcery. První se narodila Hannah v roce 1932, která zemřela v dubnu 1935 na dětskou obrnu (virové infekční onemocnění poliomyelitis). Druhá dcera Margaret (Peggy) se narodila v roce 1934, poslední dcera dostala jméno Clare.
Po druhé světové válce Parsons zůstal v kontaktu s Robertem Oppenheimerem. Oba muži a jejich manželky se čas od času navštěvovali a Parsonsova rodina obzvláště ráda navštěvovala své bývalé sousedy z Los Alamos v jejich novém domově v Olden Manor, sídle ze 17. století, obklopeném lesy, v Institutu pro pokročilá studia v Princetonu ve státě New Jersey (Institute for Advanced Study je nezávislé centrum výzkumu při prestižní Princetonské univerzitě, kde Oppenheimer po válce působil).:s.242:s.369
Parsonse znepokojoval nárůst mccarthismu na počátku 50. let. V roce 1953 napsal dopis Oppenheimerovi, v němž vyjádřil naději, že antiintelektualismus posledních měsíců možná překonal svůj vrchol. Dne 4. prosince téhož roku se Parsons dozvěděl o direktivě prezidenta Dwighta Eisenhowera, která Oppenheimerovi blokovala přístup k veškerým utajovaným materiálům. Parsons se viditelně rozrušil a ještě té noci začal pociťovat silné bolesti na hrudi.:s.480–481
Druhý den ráno odjel do námořní nemocnice v Bethesdě (Bethesda Naval Hospital), kde zemřel ještě v době, kdy ho lékaři vyšetřovali. Byl pohřben na Arlingtonském národním hřbitově v sousedství budovy Pentagonu, po boku své dcery Hannah, která zemřela v raném dětství. Zůstali po něm otec, bratr, nevlastní bratr a sestra, stejně jako manželka Martha a dcery Peggy a Clare.:s.258

## Na jeho počest
Na jeho památku a počest námořnictvo založilo cenu nazvanou Rear Admiral William S. Parsons Award for Scientific and Technical Progress. Ve zřizovací listině této ceny se uvádí, že se uděluje důstojníkovi námořnictva nebo námořní pěchoty, poddůstojníkovi nebo civilistovi, který se zasloužil o mimořádný přínos v jakékoli oblasti vědy, jež podpořila rozvoj a pokrok námořnictva nebo námořní pěchoty.
Na jeho počest byl pojmenován také torpédoborec USS Parsons třídy Forrest Sherman. Stavba tohoto torpédoborce započala v loděnici Ingalls Shipbuilding v Pascagoule ve státě Mississippi 17. června 1957. Loď na vodu spustila jeho manželka Martha 17. srpna 1958. Když byl v roce 1967 přeřazen do kategorie torpédoborec s řízenými střelami (DDG-33), zastupovala rodinu dcera Clare, která se stala námořní důstojnicí.:s.253 Parsons byl vyřazen ze služby 19. listopadu 1982, 1. prosince 1984 vyškrtnut ze seznamu námořnictva a 25. dubna 1989 byl sešrotován. Jeho jménem bylo také pojmenováno Deak Parsons Center, velitelství Afloat Training Group, Atlantic, v Norfolku ve Virginii. Parsonsův portrét je mezi řadou obrazů souvisejících s operací Crossroads. Jeho dokumenty jsou uloženy v Naval Historical Center ve Washingtonu, D.C.

## Ztvárnění vTV a ve filmu
Postava Williama Sterlinga Parsonse se objevuje v následujících televizních seriálech a filmech:
- The Beginning or the End: americké historické válečné drama z roku 1947, režie Norman Taurog, jeho postavu ztvárnil Warner Anderson (Brian Donlevy hraje generála Leslieho Grovese, Hume Cronyn hraje Roberta Oppenheimera).[24]
- Above and Beyond: americké válečné drama z roku 1952, režie Melvin Frank a Norman Panama, kapitána Parsonse hraje Larry Gates.[25]
- Enola Gay: The Men, the Mission, the Atomic Bomb: americký televizní film z roku 1980, režie David Lowell Rich, kapitána Parsonse hraje Robert Pine (Richard Herd hraje generála  Leslieho Grovese, Robert Walden hraje Roberta Oppenheimera, Patrick Duffy hraje Paula Tibbetse).[26]
- Day One, česky Den první je americký televizní film z roku 1989 podle knihy Day One: Before Hiroshima and After (Peter Wyden), režie Joseph Sargent, kapitána Parsonse hraje Dee McCafferty (Brian Dennehy hraje generála Leslieho Grovese, David Strathairn hraje Roberta Oppenheimera).[27]
- Fat Man and Little Boy (ve Spojeném království uváděno pod názvem Shadow Makers) je americké historické válečné drama z roku 1989, režie Roland Joffé (který se podílel i na scénáři), kapitána Parsonse hraje Michael Brockman (Paul Newman hraje generála Leslieho Grovese, Dwight Schultz hraje Roberta Oppenheimera).[28]
- Hiroshima, česky Hirošima je televizní film natočený v koprodukci Kanady a Japonska z roku 1995, režie Korejoši Kurahara	a Roger Spottiswoode, kapitána Parsonse hraje Gary Reineke (Richard Masur hraje generála  Leslieho Grovese, Jeffrey DeMunn hraje Roberta Oppenheimera). Jako zajímavost lze uvést, že postavu generála Toma Farrella ztvárnil Vlasta Vrána, herec českého původu, který se narodil v Norsku.[29]